# Resolució 1050 del Consell de Seguretat de les Nacions Unides
La Resolució 1050 del Consell de Seguretat de les Nacions Unides fou adoptada per unanimitat el 8 de març de 1996. Després de recordar totes les resolucions anteriors sobre Ruanda, el Consell van examinar els acords per a la retirada de la Missió d'Assistència de les Nacions Unides a Ruanda (UNAMIR).
El Consell de Seguretat ha posat èmfasi en la importància del retorn voluntari segur dels refugiats i la reconciliació nacional, i del govern de Ruanda per promoure la confiança i la seguretat. La Conferència es va dur a terme al Caire i Addis Abeba sobrea la crisi de refugiats, i el Consell ha posat èmfasi en la importància d'una conferència regional per abordar la qüestió. Es va instar a tots els països a cooperar amb la Comissió d'Investigació establerta en la resolució 1013 (1995) i amb l'operació dels drets humans a Ruanda. El Consell continua jugant un paper al país.
Com se sol·licita en la Resolució 1029 (1995), el secretari general Boutros Boutros-Ghali ha de començar a retirar la UNAMIR de Ruanda el 9 de març de 1996. Tots els elements restants de la UNAMIR contribuirien a la seguretat i protecció del Tribunal Penal Internacional per a Ruanda. Amb el consentiment del govern de Rwanda, el secretari general fou encoratjat a continuar l'operació del sistema de comunicacions i l'estació de ràdio per promoure la reconciliació nacional, enfortir el sistema judicial, facilitar el retorn dels refugiats i restaurar la infraestructura del país.
Finalment, es va demanar al secretari general el 5 d'abril de 1996 que informés sobre els acords fets amb Ruanda en relació amb la protecció del Tribunal de Ruanda després de la retirada de la UNAMIR, i altres temes abans esmentats.